# Fasunek

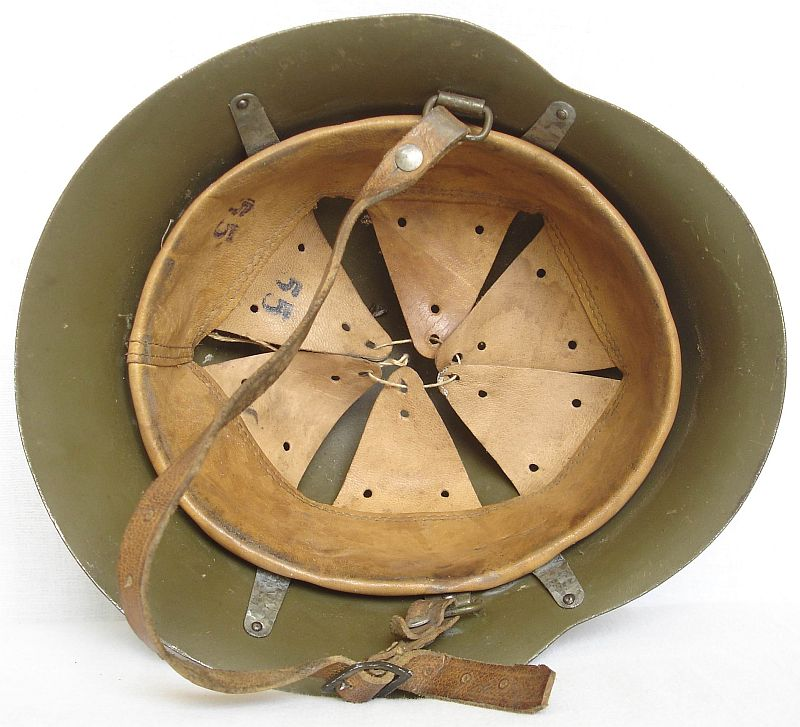
Fasunek hełmu wojskowego

Fasunek – zespół połączonych ze sobą taśm tekstylnych lub skórzanych mających na celu prawidłowe mocowanie hełmu lub kasku na głowie noszącej go osoby. Fasunek zapewnia optymalny dystans pomiędzy dzwonem hełmu a głową noszącego, co ma istotny wpływ na amortyzację wstrząsów, uderzeń, trafień odłamkami itp.
Współcześnie nazywany więźbą, potocznie koszyczkiem.